# Контрбатарейна боротьба

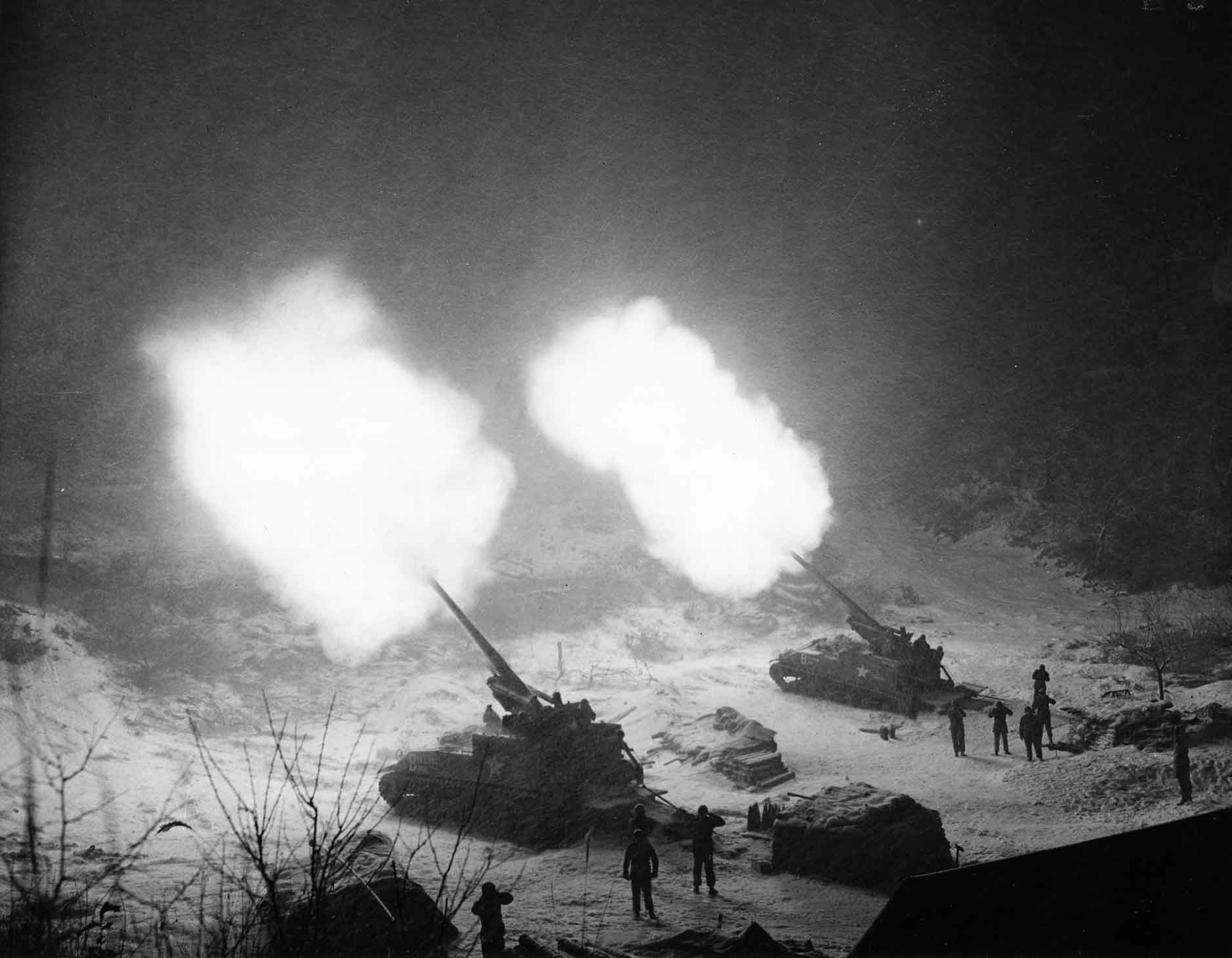
155-мм самохідні гаубиці M40 ведуть вогонь по противнику. Корейська війна

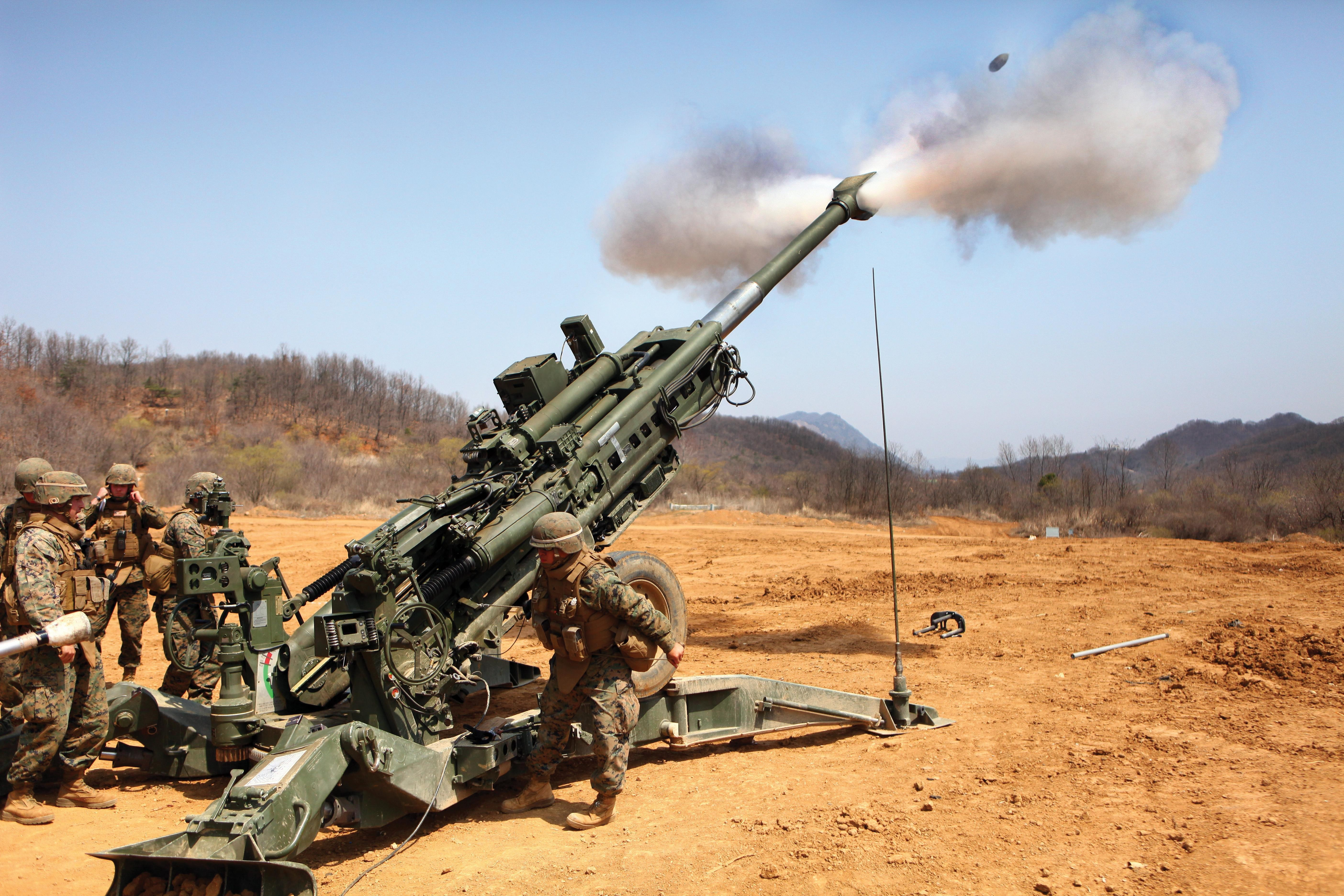
155-мм гаубиця M777 веде артилерійський вогонь

Контрбатарейна боротьба — у військовій справі (різні визначення): 
- комплекс організаційних, розвідувальних і вогневих заходів щодо нанесення вогневим підрозділам і пунктам управління противника втрат, спрямованих на відмову від діяльності за призначенням (за часом, за простором, за завданнями);
- сукупність заходів з розвідки, взаємодії та управління вогнем артилерійськими підрозділами щодо ураження артилерійських батарей (взводів) противника, розташованих на закритих вогневих позиціях з метою їх знищення, подавлення або заборони дії;
- вид артилерійського вогню, стрільба з артилерійських гармат із закритих вогневих позицій на придушення або знищення вогневих засобів артилерії противника, розташованих також на закритих вогневих позиціях з метою завоювання вогневої переваги.

## Коротка історична довідка
За часів Першої світової війни контрбатарейна боротьба вважалася однією з найголовніших завдань артилерії й для її ведення формувалися спеціальні артилерійські групи. Ще більшого розмаху в усіх арміях світу здобула контрбатарейна боротьба за часів Другої світової війни.
У висліді російсько-української війни слід очікувати трансформації понять і заходів КББ.

## Специфіка артилерійських завдань
Контрбатарейна стрільба, що ведеться одночасно протиборчими сторонами, є артилерійською дуеллю (поєдинком).
Як правило, контрбатарейна стрільба ведеться цілим артилерійським підрозділом (батареєю або дивізіоном) проти групи близько розташованих одна до одної гармат противника. Найчастіше ціллю вогневого ураження є артилерійська (мінометна, РСЗВ) батарея супротивника і саме через це контрбатарейна стрільба отримала свою назву — КББ.
Артилерійська наука не виключає ведення контрбатарейного вогню однією гарматою або по одній артилерійській системі противника.
Контрбатарейна боротьба багато в чому схожа з іншою тактикою застосування артилерії. Однак у неї є і суттєві особливості. Головною з них є велика віддаленість цілей від лінії фронту (до декількох десятків кілометрів), що унеможливлює їхнє пряме спостереження артилерійськими розвідниками на передовій.

## Методи визначення координат цілей
- безпосереднє спостереження з літального апарата (ЛА), насамперед непілотованого ( «Орлан-10» (РФ),  «Лелека», «Фурія», «Валькірія», «PD-2» (Україна), RQ-20 «Puma» (США), «Heidrun EO/IR» (Данія) та ін.);
- результати аерофотозйомки або спостереження з космосу;
- застосування підрозділу звукової розвідки (ПЗР):  1975 р. АЗК-5 «Тембр»,  1986 р. АЗК-7 «Мезотрон»,  1995 р. 1АР1 «Положення-2»,  «Пеніцилін» — станція звукової та візуальної розвідки артилерії супротивника. Не є РЛС, оскільки використовує мікрофони та інфрачервоні камери для пеленгу місця пострілу та відповідного спалаху порохових газів[1];
- використання РЛС контрбатарейної боротьби ( «АРК-1М» (СРСР),  «Зоопарк-2» (РФ),  «Зоопарк-3» (Україна), AN/TPQ-48, AN/TPQ-49А, AN/TPQ-36, AN/TPQ-37 (США), ARTHUR (Велика Британія), COBRA (ЄС));
- візуальне спостереження супутніх стрільбі явищ і секундомір;
- засилання розвідників або використання агентури в ближньому тилу противника.